# Thomas J. Balonek
| Entdeckte Asteroiden: 9       | Entdeckte Asteroiden: 9 | Entdeckte Asteroiden: 9 |
| ----------------------------- | ----------------------- | ----------------------- |
| Nummer und Name               | Entdeckungsdatum        |                         |
| (6452) Johneuller             | 17. April 1991          |                         |
| (9613) 1993 BN3               | 26. Januar 1993         |                         |
| (14462) 1993 GA1              | 2. April 1993           |                         |
| (48496) 1993 BM3              | 26. Januar 1993         |                         |
| (52463) 1995 GA8              | 6. April 1995           |                         |
| (85323) 1995 GF8              | 8. April 1995           |                         |
| (100307) 1995 GJ8             | 8. April 1995           |                         |
| (162023) 1995 GP8             | 8. April 1995           |                         |
| (347162) 2011 FN12            | 8. April 1995           |                         |
| 1 zusammen mit M. Stockmaster |                         |                         |

Thomas J. Balonek ist ein US-amerikanischer Astronom. Er entdeckte im Zeitraum von 1991 bis 1995 insgesamt neun Asteroiden, einen davon zusammen mit M. Stockmaster. Er ist Professor für Physik und Astronomie an der Colgate University.